# Potyczka pod Krzepinem
Potyczka pod Krzepinem – bratobójcze starcie jednostek polskiej partyzantki stoczone 16 sierpnia 1944 pod Krzepinem, rozpoczęte atakiem oddziałów Narodowych Sił Zbrojnych na biwakujący w lesie oddział Batalionów Chłopskich.

## Przebieg starcia
Kwaterujące w lesie pod Krzepinem oddział Batalionów Chłopskich dowodzony przez Józefa Sygieta 16 sierpnia 1944 został zaatakowany przez oddziały Brygady Świętokrzyskiej. Atak został odparty, ale dowódca oddziału BCh mając 2 zabitych i widząc przewagę przeciwnika, wydał rozkaz zaprzestania ognia.
Zgodnie z rozkazem dowództwa brygady,  wziętych do niewoli partyzantów ustawiono naprzeciw 2 karabinów maszynowych i zadano im pytanie, czy chcą wstąpić w szeregi Brygady Świętokrzyskiej. Propozycję przyjęło tylko 6 partyzantów. O napadzie NSZ zaalarmowane zostały okoliczne placówki Batalionów Chłopskich. Do kolejnych bratobójczych walk nie doszło, bo partyzanci z oddziału BCh zostali zwolnieni.  Atak został uznany przez dowództwo brygady za pomyłkę, bowiem miał on być przeprowadzony nie na oddział BCh, lecz na oddział Armii Ludowej dowodzony przez Stanisława Olczyka.